# Tuba aperta
Tuba aperta (från latin: öppen trumpet) är ett besvärande tillstånd som innebär att örontrumpeten hos människan alltid är mer eller mindre öppen. Vanligtvis ska den vara sluten men öppnas vid till exempel sväljningar och gäspningar. Symtom vid tuba aperta är att man hör sin egen röst direkt i örat ("som att tala i en burk"), att man upplever sin egen andning direkt upp i örat och att man får lockkänsla i örat. Ofta hörs ett besvärande eko även när man pratar med ett headset på huvudet.
Åkomman är inte helt ovanlig och debuterar i vuxen ålder, vanligtvis vid plötslig viktförändring. Hörseln är oftast normal, liksom trumhinnans utseende. Behandling går ut på att ge information och att verka för uppföljning.